# Seskar
Seskar (russisch Сескар, finnisch Seiskari, schwedisch Seitskär) ist eine Insel im östlichen Finnischen Meerbusen. Sie gehört zum Rajon Kingisepp in der Oblast Leningrad in Russland und liegt 80 km westlich von Sankt Petersburg.

## Geschichte
1903 wurde aus der Gemeinde Koivisto die Gemeinde Seiskari ausgegliedert. Sie gehörte zur finnischen Provinz Wiborg und lag in der Region Südkarelien. 1939 hatte die Insel 688 Einwohner.
Durch den Frieden von Moskau kam die Insel 1940 zur Sowjetunion. Diese Gebietsveränderung wurde erst nach dem Zweiten Weltkrieg ratifiziert.
Heute gehören die Insel und das Seegebiet westlich der Insel zum Grenzgebiet der Russischen Föderation, für dessen Betreten und Befahren eine Sondergenehmigung des FSB notwendig ist.